# مسجد عزيز
مسجد عزيز هو مسجد من مساجد سلطنة انغكات، يقع المسجد في مدينة تانجونج بورا أنغكات شمال سومطرة، والتي هي عاصمة لإمبراطورية انغكات في الماضي، يقع المسجد على حافة الجسر الذي يربط مدينة ميدان سومطرة بمدينة باندا آتشيه، بنى المسجد السلطان حاجي موسى في عام 1899، واكتمل بناؤه وافتتحه ابنه السلطان عبد العزيز شاه راشمات في الثالث والعشرين من شهر يونيو عام 1902 .

## البناء
المسجد يقع على أرض مساحتها 18،000 متر مربع، تم بناء المسجد بمشورة من الشيخ عبد الوهاب بابوسلام في عهد السلطان السيد موسى مزمسيه، بني المسجد عام 1320 هـ الموافق 1899, أو بعد 149 سنة منذ نشأت سلطنة أنغكات، ولكن السلطان سيلاساري توفي قبل أن يتم تنفيذ المسجد، واستمرت التنمية والبناء من خلال ابنه الذي كان يسمى السلطان عبد العزيز شاه جليل روز (1897 - 1927) سلطان أنغكات السابع.
خطط المسجد وصمم من قبل مهندس معماري ألماني وموظفيه وكثير من الجاليات الصينية، بينما جاءت مواد البناء من بينانغ وماليزيا وسنغافورة، وتم نقلها على متن قارب إلى الجزيرة، افتتح المسجد العزيزي من قبل السلطان عبد العزيز شاه جليل راشمات تزامن مع يوم ولادة النبي محمد وذلك يوم الثاني عشر من ربيع الأول عام 1320 هـ الموافق الثالث عشر من شهر يونيو عام 1902، وبلغت تكلفت البناء حوالي 200،000، وتمت تسمية المسجد باسم المسجد العزيزي نسبة للسلطان عبد العزيز شاه جليل رحمة .

## المعمارة
نقوش المسجد العزيزي تأثرت بالعرب والهند مع العديد من الأقبية بسعة 2000 مصل في وقت واحد، المبنى الرئيسي يبلغ قياسه 25 متر في 25 متر، مجهزة بشرفة على الجانب الشرقي والشمالي والجنوبي على التوالي، يرتبط الشرفة مباشرة بالممر على ثلاثة جوانب من المسجد وتتوجه مباشرة إلى المدخل، رواق الأعمدة يقف على الجانب الأيسر بأبراج مستطيلة الشكل ثمانية، المسجد والشرفة والفناء مزود بأعمدة وأقواس مزينة بالخط العربي والأشكال الهندسية والنقوش الزهرية، القاعة الرئيسية للمسجد مربعة الشكل يبلغ قياسها 20 متر في 20 متر، الرخام فيه مزين بالبلاط، وزين جزء من الجدار الخارجي للقاعة الرئيسية بالخط القرآني والديكورات الهندسية، أما الجدار الداخلي للغرفة الرئيسية فهو مليء بالزخرفات، أما الجانب السفلي فهو مغلف بالرخام، بينما زين الجانب العلوي بمخطوطات من القرآن الكريم والأشكال الهندسية والأزهار.

### المأذنه
تقع المئذنة في الشمال الشرقي من المسجد والذي تبلغ ارتفاعها حوالي 60 متر، الجزء السفلي من البرج له باب، ويزين الجزء الثاني بنافذة مقوسة على كل جانب من جوانب المأذنة، وسقفا على شكل قبة مع القمر في ذروتها .